# Alioranus minutissimus
Alioranus minutissimus là một loài nhện trong họ Linyphiidae.
Loài này thuộc chi Alioranus. Alioranus minutissimus được Lodovico di Caporiacco miêu tả năm 1935.